# Baldvin Zophoníasson
Baldvin Zophoníasson (Akureyri, 1978) es un director de cine islandés. Entre otros títulos, ha dirigido Life in a Fishbowl, Jitters o más recientemente Déjame caer (2018).

## Carrera
Baldvin dirigió su primer largometraje en idioma islandés (teenage), un drama titulado Jitters (Órói en Islandés) y estrenado en 2010. La película retrata "la confusión y la emoción de un adolescente". Su segundo largometraje fue de 2014, una película en la que narra la vida dentro de una pecera, (Life in a Fishbowl), escrito junto con Birgir Örn Steinarsson. La película es una mezcla de drama, ambientado en el año antes de la grave colapso económico en Islandia en 2008. Retrata a personas de distintos ámbitos de la vida, cuyas vidas se cruzan en formas inesperadas.
El siguiente gran proyecto de Baldvin Zophoníasson fue dirigir la tercera temporada de la serie de televisión Case, creada por Sigurjón Kjartansson y producida por Saga Film para la televisión nacional islandesa RÚV y Netflix. También dirigió 3 episodios del drama nórdico de Baltasar Kormákur Trapped en 2016. En 2017 lanzó dos documentales; el primero se tituló Reynir Sterki: Beyond Strength y describió la trágica vida del vagabundo Reynir Örn Leósson. El segundo fue Island Songs, un proyecto multimedia en tiempo real que documenta la creación del álbum Island Songs de Ólafur Arnalds en varios lugares de Islandia. Esta fue la tercera colaboración de Ólafur Arnalds con Baldvin Zophoníasson, ya que previamente había colaborado en las dos primeras películas de Zophoníasson.
Una segunda colaboración con Birgir Örn Steinarsson, Déjame caer, ha sido estrenada en 2018. La cinta, de 136 minutos, es un drama que se adentra en la caída de una adolescente aparentemente normal, Magnae, en el mundo de las drogas y la prostitución a través de una relación íntima con su amiga Stella.